# Harry Liedtke
Harry Liedtke (Königsberg, 1882. október 12. – Bad Saarow, 1945. április 28.) német színész, a szovjet Vörös Hadsereg katonái ölték meg.

## Élete
Harry Liedtke a kelet-poroszországi Königsbergben (ma: Kalinyingrád) született egy kereskedőnek a 12 gyermeke közül a hetedikként. Apja 1896-os halála után árvaházban került, majd élelmiszerboltba helyezkedett el és kereskedő lett. Miután megismerkedett a híres berlini színházi rendezővel, Hans Oberländerrel, munkát kapott a szászországi Freiberg önkormányzati színházában, ezt követően beindult a karrierje, mert 1908-ban a New York-i Új Német Színházban, 1909-ben a Berlini Deutsches Színházban dolgozott. 1912-ben Liedtke először szerepelt a a Zu spät című némafilmben, majd később számos mozifilm főszereplője volt, amelyekben főként szépfiút vagy úriembert alakított. Többször dolgozott együtt Ernst Lubitsch filmrendezővel. Liedtke az 1920-as évek egyik legnépszerűbb német színésze volt, a Csókolom a kezét, asszonyom című filmben Marlene Dietrich szerelmét játszotta. Liedtke kevésbé volt sikeres a hangosfilmekben, valószínűleg előrehaladott kora miatt. 
Liedtke kétszer nősült, és három gyermeke született két asszonytól. Mindkét felesége (Käthe Dorsch, Christa Tordy) színésznőként kereste kenyerét.

## Halála
1945. április 28-án a szovjet Vörös Hadsereg fosztogató katonái betörtek Harry Liedtke Bad Saarow-i házába, és meg akarták erőszakolni a feleségét, Christa Tordyt, amikor Liedtke neje védelmére kelt, mindkettőjüket meggyilkolták.

## Filmjei
- 1912: Zu spät
- 1913: Der wankende Glaube
- 1913: Eva
- 1913: Az elátkozott család (Schuldig)
- 1915: Die Tat von damals
- 1915: Der Krieg brachte Frieden
- 1916: A rejtélyes hirdetés Das rätselhafte Inserat
- 1916: A tisztikar házasodik Leutnant auf Befehl
- 1916: Hogyan lettem detektív? Wie ich Detektiv wurde
- 1916: A divatkirálynő (Die Laune einer Modekönigin)
- 1916: Az amatőr (Der Amateur)
- 1916: Arme Eva Maria
- 1916: Das Bild der Ahnfrau
- 1916: Renáta (Die bleiche Renate)
- 1917: A mult (Ehre)
- 1917: Éjfél után (Eine Nacht in der Stahlkammer)
- 1917: A kedélyes fogház (Das fidele Gefängnis)
- 1917: Az ősök kincse (Das Geheimnis der leeren Wasserflasche)
- 1917: The Ring of Giuditta Foscari
- 1917: Die Hochzeit im Excentricclub
- 1917: Lulu
- 1917: Die Kameliendame
- 1918: The Flyer from Goerz
- 1918: Das Opfer
- 1918: Der Rodelkavalier
- 1918: Die blaue Mauritius
- 1918: A bangalori rejtély (Das Rätsel von Bangalor)
- 1918: Carmen
- 1918: A kis balettpatkány (Das Mädel vom Ballet)
- 1918: A szégyenfolt (Der gelbe Schein)
- 1918: Die Augen der Mumie Ma
- 1919: Das Karussell des Lebens
- 1919: Doddy grófnő (Komtesse Doddy)
- 1919: Vendetta
- 1919: Die Tochter des Mehemed
- 1919: Kreuziget sie!
- 1919: Az osztrigás hercegnő (Die Austernprinzessin)
- 1919: Moral und Sinnlichkeit
- 1919: Irrungen
- 1919: Rebellenliebe
- 1919: Retter der Menschheit
- 1919: Der Tempelräuber
- 1920: Sumurun
- 1920: Der Gefangene
- 1920: Das einsame Wrack
- 1920: A bijapuri párduc Indische Rache
- 1920: Barberina táncosnő (Die Tänzerin Barberina)
- 1920: So ein Mädel
- 1921: Az ezerarcu ember (Der Mann ohne Namen) (6 részben)
- 1921: Mein Mann – Der Nachtredakteur
- 1922: A Fáraó hitvese (Das Weib des Pharao)
- 1922: The Last Payment
- 1923: A velencei kalmár (Der Kaufmann von Venedig)
- 1923: Denevér (Die Fledermaus)
- 1923: Die Liebe einer Königin
- 1923: Ilyenek a férfiak (So sind die Männer)
- 1923: Der Seeteufel (2 részben)
- 1924: Orient – Die Tochter der Wüste
- 1924: Az álom a boldogságról (Ein Traum vom Glück)
- 1924: Nanon
- 1924: Die Finanzen des Großherzogs
- 1925: Die Frau für 24 Stunden
- 1925: Gräfin Mariza
- 1925: Liebe und Trompetenblasen
- 1925: Um Recht und Ehre
- 1925: Die Insel der Träume
- 1925: Die Puppenkönigin
- 1926: Őnagysága nem akar gyereket (Madame wünscht keine Kinder)
- 1926: Die lachende Grille
- 1926: Die Welt will belogen sein
- 1926: Der Feldherrnhügel
- 1926: Das Mädel auf der Schaukel
- 1926: Kreuzzug des Weibes
- 1926: Der Veilchenfresser
- 1926: An der schönen blauen Donau
- 1926: Die Wiskottens
- 1926: Die Försterchristel
- 1926: Der Abenteurer
- 1926: Egy bolondos éjszaka (Eine tolle Nacht)
- 1926: Der Mann ohne Schlaf
- 1926: Nixchen
- 1927: Wochenendzauber
- 1927: Das Schicksal einer Nacht
- 1927: Ein Mädel aus dem Volke
- 1927: Die rollende Kugel
- 1927: Das Heiratsnest
- 1927: Das Fürstenkind
- 1927: Regine, die Tragödie einer Frau
- 1927: Die letzte Nacht (The Queen Was in the Parlour)
- 1927: Durchlaucht Radieschen
- 1927: Der Soldat der Marie
- 1927: Die Geliebte
- 1927: Faschingszauber
- 1927: Die Spielerin
- 1927: Der Bettelstudent
- 1928: Der Herzensphotograph
- 1928: Farsangi herceg (Der Faschingsprinz)
- 1928: Der moderne Casanova
- 1928: Ne játsz a nővel! (Das Spiel mit der Liebe)
- 1928: Robert und Bertram
- 1928: Szerelem a hó alatt (Amor auf Ski)
- 1928: Dragonerliebchen
- 1928: Mein Freund Harry
- 1929: Párizsi divatkirály v. Pukkadjon meg a konkurencia (Die Konkurrenz platzt)
- 1929: Vater und Sohn
- 1929: Fekete domino (Der schwarze Domino)
- 1929: Großstadtjugend
- 1929: Szálló özvegye (Der lustige Witwer)
- 1929: Leányálmok hőse (Der Held aller Mädchensträume)
- 1929: Die Zirkusprinzessin
- 1929: Csókolom a kezét, asszonyom (Ich küsse Ihre Hand, Madame)
- 1930: Der keusche Joseph
- 1930: Der Korvettenkapitän
- 1930: O Mädchen, mein Mädchen, wie lieb' ich Dich!
- 1930: Delikatesz (Delikatessen)
- 1930: Tánclovag (Donauwalzer)
- 1930: Samu bácsi (Der Erzieher meiner Tochter)
- 1931: Egy mámoros éjszaka (..und das ist die Hauptsache!?)
- 1931: Der Liebesarzt
- 1932: A bakfishadnagy (Liebe in Uniform)
- 1933: Egy leány, aki mindent tud (Der Page vom Dalmasse-Hotel)
- 1933: Wenn am Sonntagabend die Dorfmusik spielt
- 1934: Zwischen zwei Herzen
- 1935: Ha ketten szeretik egymást (Liebesleute)
- 1936: Az elsodort város (Stadt Anatol)
- 1937: Gefährliches Spiel
- 1938: Es leuchten die Sterne
- 1938: Preußische Liebesgeschichte (UA: 1950)
- 1941: Így is lehet repülni (Quax, der Bruchpilot)
- 1942: Majd a gyerekek (Sophienlund)
- 1943: Der Majoratsherr
- 1944: Das Konzert

## Fordítás
- Ez a szócikk részben vagy egészben  a   Harry Liedtke című angol Wikipédia-szócikk fordításán alapul.  Az eredeti cikk szerkesztőit annak laptörténete sorolja fel. Ez a jelzés csupán a megfogalmazás eredetét és a szerzői jogokat jelzi, nem szolgál a cikkben szereplő információk forrásmegjelöléseként.
- Ez a szócikk részben vagy egészben  a   Harry Liedtke című német Wikipédia-szócikk fordításán alapul.  Az eredeti cikk szerkesztőit annak laptörténete sorolja fel. Ez a jelzés csupán a megfogalmazás eredetét és a szerzői jogokat jelzi, nem szolgál a cikkben szereplő információk forrásmegjelöléseként.